# آرمن گئورگیان (سرمایه‌گذار)
آرمن هنریکی گئورگیان (ارمنی: Արմեն Հենրիկի Գևորգյան؛  زادهٔ ۱۹ ژوئیهٔ ۱۹۵۵) سرمایه‌گذار، کارآفرین اهل ارمنستان است.

## زندگی‌نامه
وی در ۱۹ ژوئیهٔ ۱۹۵۵ ‏در ایروان به دنیا آمد و از دانشگاه پلی‌تکنیک ارمنستان (۱۹۷۷) فارغ‌التحصیل گشت. همچنین برندهٔ جوایزی همچون نشان آنانیا شیراکاتسی (۲۰۱۵) شده است.